# Oenothera veitchiana
Oenothera veitchiana là một loài thực vật có hoa trong họ Anh thảo chiều. Loài này được (Hook.) Tidestr. mô tả khoa học đầu tiên năm 1935.